# Attrapes en Carnaval

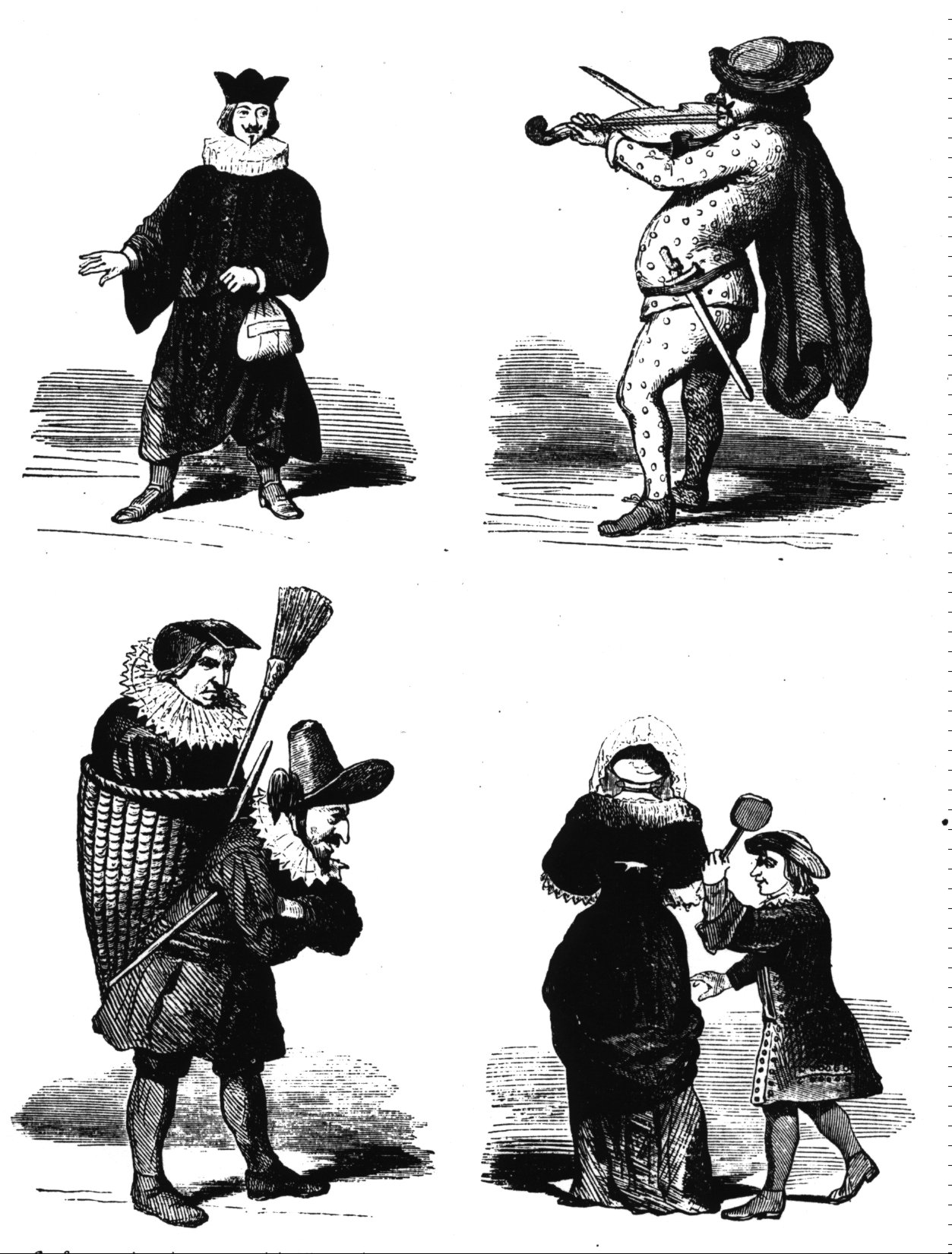
Scènes du Carnaval de Paris au XVIIe siècle avec, en bas à droite, la batte à imprimer des formes de rats au blanc d'Espagne.

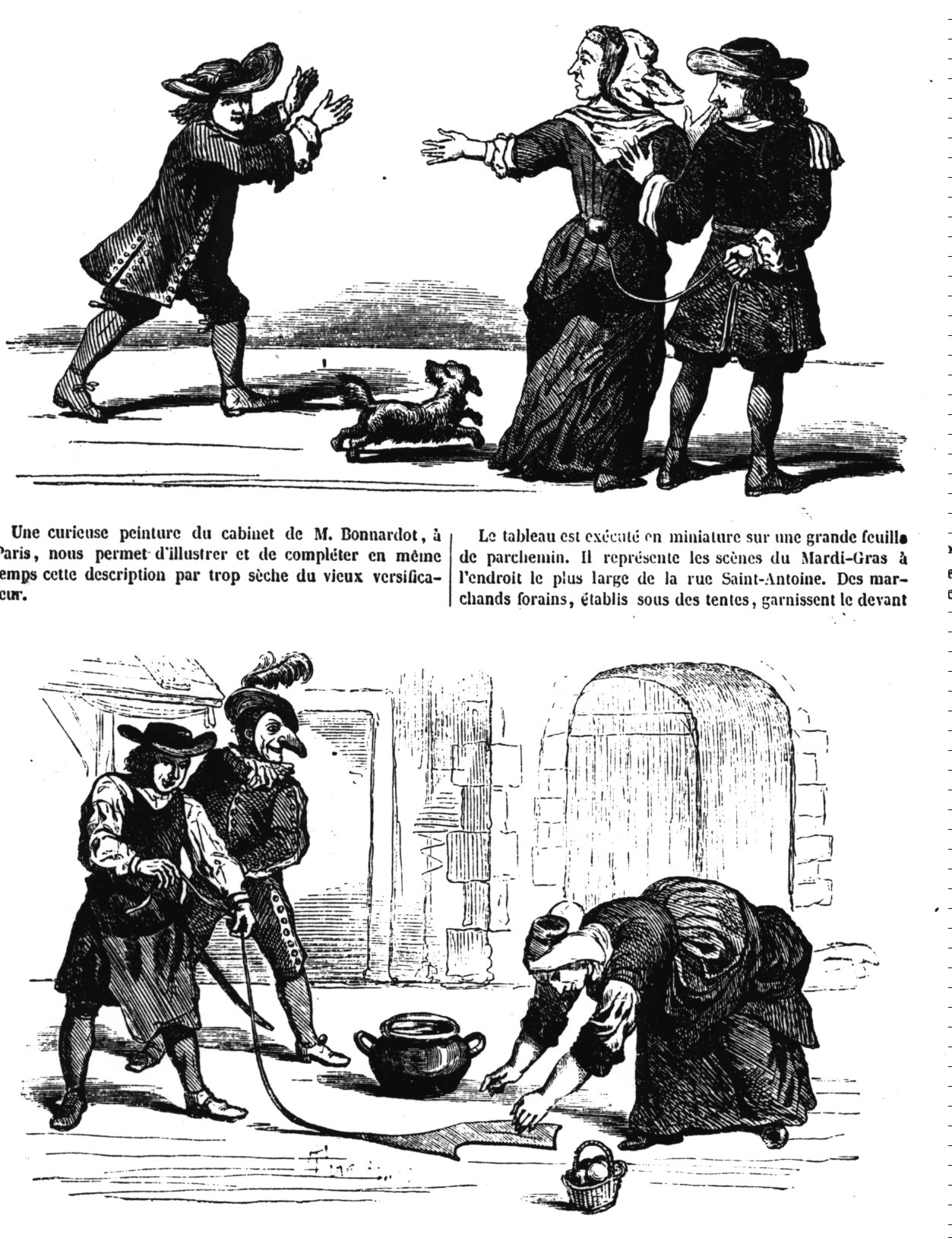
Scènes du Carnaval de Paris au XVIIe siècle : en bas la blague dont parle Le Constitutionnel en 1864.

Il existe des blagues traditionnelles propres au 1er avril. Au Carnaval de Paris existaient des blagues traditionnelles qu'on appelait « attrapes en Carnaval ».

## Blagues traditionnelles du Carnaval de Paris

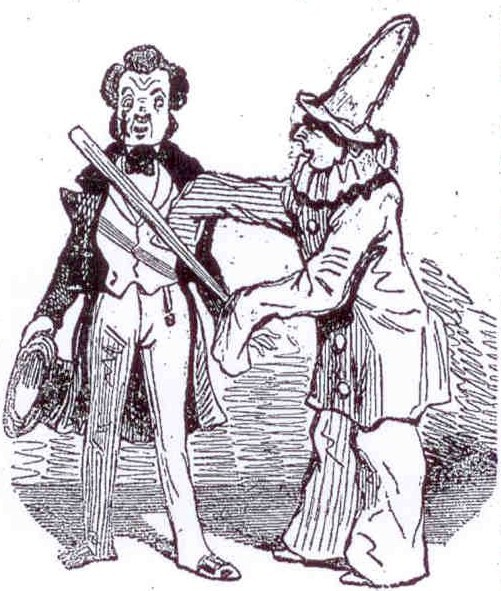
Forme de grenouille imprimée sur la joue avec une latte en 1850.

Une gouache du XVIIe siècle conservée en 1852 dans la collection de M. Bonnardot en montre quelques-unes.
On[style à revoir] y voit notamment un gamin de Paris imprimer avec une batte spéciale une forme de rat dans le dos d'une passante.
Ces images ont été gravées en 1852 pour Le Magasin pittoresque.
Vers 1782, Louis-Sébastien Mercier parle de ces blagues traditionnelles dans son Tableau de Paris :
« Une des bêtises du peuple de Paris, c'est ce qu'on appelle « attrape » en Carnaval. On vous attrape de toutes parts. On applique aux mantelets noirs des vieilles femmes qui sortent pour aller aux prières des Quarante-Heures des plaques blanches qui ont la forme de rats ; on leur attache des torchons, on sème des fers brûlants et des pièces d'argent clouées au pavé ; enfin, ce qu'on peut imaginer de plus ignoble divertit infiniment la populace. »
En 1790, dans une lettre adressée au marquis de Lafayette, le maire de Paris Jean-Sylvain Bailly écrit, à propos du Carnaval de Paris :
La pratique d'appliquer au dos des passants des formes de rats imprimées avec du blanc d'Espagne a donc été en usage à Paris durant fort longtemps.
Cette forme d'attrape connaît une évolution. En 1850, il s'agit toujours de rats, mais aussi de grenouilles, dont on[Qui ?] imprime l'image à l'aide d'une latte. Si on[Qui ?] regarde une illustration de cette pratique, la marque imprimée n'est plus blanche mais noire. Et on[Qui ?] l'applique toujours sur le vêtement, mais également sur la joue.
Une autre pratique traditionnelle du Carnaval de Paris est décrite par le journal L'Ami des lois du 28 pluviôse an VI (15 février 1798) :
Au Carnaval de Paris les Parisiens avaient donc l'habitude d'accrocher des écriteaux dans le dos des passants.
Cela faisait partie des blagues parisiennes traditionnelles durant la période du Carnaval.
Un article du journal Le Constitutionnel paru le lendemain du Mardi Gras 1864 parle également d'une blague traditionnelle de Carnaval :
« — Aujourd'hui mardi, les promenades de masques ont été plus nombreuses et plus animées que les deux jours précédents, des industriels surtout profitant de l'occasion pour faire de la réclame et parcourir les rues avec des cortèges presque aussi nombreux que celui du bœuf gras. »
« Pendant cette dernière journée des fêtes du carnaval on a vu se produire sur plusieurs points de Paris un usage remontant à une époque fort ancienne, mais plus répandue toutefois, croyons-nous, en province que dans Paris. Des plaisants semaient sur la voie publique des objets de nature à faire croire à quelqu'heureuse trouvaille : sur les trottoirs de la rue Saint-Lazare et de la rue de la Chaussée-d'Antin, entre autres, on trouvait de distance en distance des petits paquets enveloppés et ficelés avec beaucoup de soin, et jusqu'à des porte-monnaie que le premier venu s'empressait de ramasser; mais au moment où la main allait saisir l'objet, un fil invisible tiré d'une allée le faisait subtilement disparaître, à la grande jubilation de ceux qui avaient tendu le piège et des témoins de la déconvenue de ceux qui s'y étaient laissé prendre. »